# Memoriał Bronisława Idzikowskiego i Marka Czernego 1983
Memoriał im. Bronisława Idzikowskiego i Marka Czernego 1983 – 16. edycja turnieju w celu uczczenia pamięci polskiego żużlowca Bronisława Idzikowskiego i Marka Czernego, który odbył się dnia 3 października 1983 roku. Turniej wygrał Jan Krzysztyniak.

## Wyniki
- Częstochowa, 3 października 1983
- NCD:
- Sędzia: Irena Nadolna

| Msc. | Zawodnik                | Klub           | Pkt  |             |  |
| ---- | ----------------------- | -------------- | ---- | ----------- |  |
| 1    | (11) Jan Krzystyniak    | Zielona Góra   | 15   | (3,3,3,3,3) |  |
| 2    | (7) Andrzej Huszcza     | Zielona Góra   | 13+3 | (3,1,3,3,3) |  |
| 3    | (13) Jerzy Rembas       | Gorzów Wlkp.   | 13+2 | (3,3,2,2,3) |  |
| 4    | (8) Mirosław Berliński  | Gdańsk         | 11   | (2,2,3,1,3) |  |
| 5    | (14) Ryszard Buśkiewicz | Bydgoszcz      | 10   | (2,3,2,2,1) |  |
| 6    | (9) Bolesław Proch      | Bydgoszcz      | 10   | (2,2,1,3,2) |  |
| 7    | (2) Paweł Waloszek      | Świętochłowice | 9    | (3,2,3,0,1) |  |
| 8    | (15) Bogusław Nowak     | Gorzów Wlkp.   | 9    | (1,2,2,2,2) |  |
| 9    | (4) Ryszard Czarnecki   | Rzeszów        | 8    | (2,3,0,1,2) |  |
| 10   | (5) Dariusz Bieda       | Częstochowa    | 5    | (1,1,1,2,0) |  |
| 11   | (10) Sándor Tihanyi     | Węgry          | 5    | (1,1,1,1,1) |  |
| 12   | (16) Miroslav Dohnal    | Czechosłowacja | 4    | (0,0,1,3,0) |  |
| 13   | (3) Zygmunt Nocuń       | Częstochowa    | 3    | (1,0,0,0,2) |  |
| 14   | (12) Jan Jasa           | Czechosłowacja | 3    | (0,1,0,1,1) |  |
| 15   | (1) Vaclav Zajc         | Czechosłowacja | 2    | (0,0,2,0,0) |  |
| 16   | (6) Milos Duda          | Czechosłowacja | 0    | (0,0,0,0,0) |  |
|      | rez. Istvan Branner     | Węgry          |      | (ns)        |  |
|      | rez. Dariusz Rachwalik  | Częstochowa    |      | (ns)        |  |

Po zawodach rozegrano bieg dodatkowy o Puchar Prezydenta Częstochowy: Berliński, Krzystyniak, Huszcza, Rembas.
Po zawodach rozegrano Wyścig Pocieszenia dla zawodników z miejsc 13-16: Nocuń, Dohnal, Zajc, Duda.